# Euphyia picata
Euphyia picata là một loài bướm đêm trong họ Geometridae.